# Ботокуди

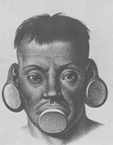
Ботокуд з дисками на обличчі

Ботоку́ди або боруни́ (порт. Botocudos; від порт. botoque, що означає дерев'яний диск або кільце, що закріплений на губах і у вухах) — найменування племені південноамериканських індіанців, які проживають у Східній Бразилії. Відомі також під назвами айморес (порт. Aimorés) та аймборес (порт. Aimborés). Ботокуди не мають самоназви, хоча деякі з племен ботокудів називають себе Nacnanuk або Nac-poruk, що означає «сини землі». Назва ботокудо зустрічається в записках князя Максиміліана Від-Нойвіда, що проводив експедиції в Бразилії в 1820 році. Ще раніше, у 1535 р., на східному узбережжі Бразилії висадився португальський мандрівник Васко Фернандес Коутиньо, він побудував твердиню в затоці Еспіриту-Санту, щоб захиститися від айморес та інших племен.

## Поширення й доля

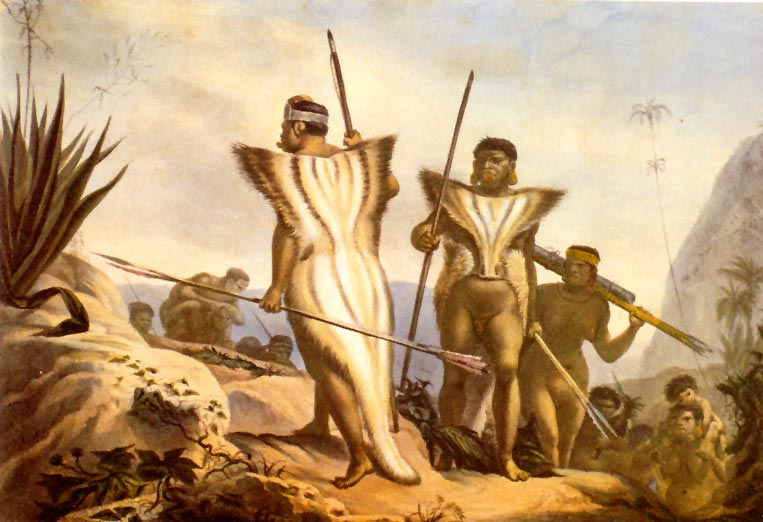
Сім'я ботокудів в поході. Гравюра. 1834 р

Спочатку плем'я проживало на території сучасного бразильського штату Еспіриту-Санту. Пізніше поширилося вглиб Бразилії до верхового Ріо-Гранде, що знаходиться на східних схилах Серра-ду-Еспіньясу, проте поступово колоністи витіснили ботокудів на захід, за межі Серра-доз-Айморес в Мінас-Жерайс. Саме в Мінас-Жерайсі наприкінці XVIII століття відбулося зіткнення ботокудів із колоністами, яких цікавили поклади алмазів. До кінця XVIII століття було багато племен ботокудів, а загальна чисельність становила від 13000 до 14000 осіб. Під час прикордонних конфліктів (1790—1820 рр.) ботокудів знищували найжорстокішими шляхами, оскільки португальці сприймали їх як дикунів, чий рівень розвитку мало відрізнявся від тварини. Серед ботокудів була штучно поширена віспа, а в лісі розкидали отруєні продукти. Такими варварськими методами від індіанців були очищені прибережні райони Ріу-Досе та Белмонте. Нині невеликі залишки ботокудів майже асимільовані, втратили свою початкову культуру й рідну мову. Вони працюють на фермах, а кілька груп живуть у власних резерваціях. Існує лише одна група з 350 осіб (2010 рік), яка частково зберегла свою мову кренак та проживає в індіанській резервації площею 4000 га в штаті Мінас-Жерайс, у муніципалітеті Респлендор. Рідну мову знають в основному літні жінки (близько 10 осіб), молодь говорить лише португальською.

## Зовнішній вигляд

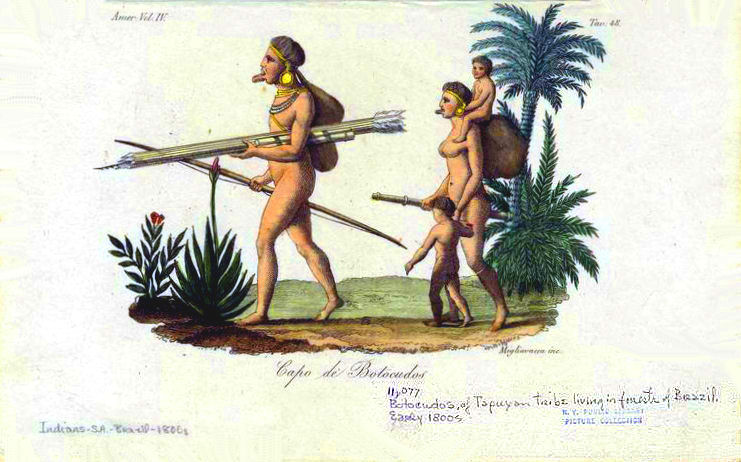
Вождь ботокудів із диском в нижній губі. Гравюра з альбому Джуліо Ферраріо «Стародавні й сучасні костюми», 1830-і рр.

Ботокуди, згідно з описами, мали зріст нижче середнього, проте відрізнялися широкими плечима, добре розвиненими м'язами та грудною кліткою. Попри це, їхні руки та ноги були м'якими й м'ясистими, а ступні та кисті — малими. Риси обличчя відрізнялися в різних племенах так само сильно, як і в різних європейських народів: до загальних характеристик можна віднести широке та плоске лице з надбрівними дугами, які виступають, високо розташованими вилицями, маленьким носом без перенісся, широкими ніздрями й злегка випнутими щелепами. Голови — довгі, волосся — жорстке, темне й гладке. Шкіра має жовтувато-смаглявий колір, іноді — майже білий. У цілому їхня зовнішність, як зазначали багато спостерігачів, близька до типової монголоїдної раси. На ботокудів справили враження китайські кулі (наймані робітники), які з'явилися в XIX столітті в бразильських портах, та яких ботокуди спочатку сприймали як людей з власного племені.

### Генетика
Краніологічні дослідження кінця XIX століття припускали, що ботокуди, можливо, зберегли риси однієї з найбільш ранніх груп палеоіндіанців, які проникли в Південну Америку й відрізнялися від більшості сусідніх індіанців. Сучасні генетичні дослідження показали, що генетично окремі ботокуди мали деяку спільність з австронезійцями — у черепах 2 бразильських ботокудів, що померли наприкінці XIX століття, виявлена мітохондріальна гаплогрупа B4a1a1, характерна для полінезійців і жителів Мадагаскару, де 20 % мітохондріальних ліній належать гаплогрупі B4a1a1a. У решти 12 ботокудів виявлена тільки мітохондріальна гаплогрупа C1, прикметна для індіанських народів. Розглядалися кілька версій появи домішок цих генів у ботокудів XIX століття:
- Приплив генів австронезійців у складі палеоіндіанців, які прибули через Берингію в кінці плейстоцену. Але австронезійці з'явилися на островах Океанії та Полінезії не раніше 3000 років тому, коли Південна Америка була заселена індіанцями вже понад 11 000 років. На Новій Гвінеї австронезійці з'явилися раніше, близько 9000 років тому, але теж після заселення Америки.

- Зв'язок індіанців з полінезійцями, привезеними перуанськими работоргівцями в 1860-х роках, або з полінезійцями-мореплавцями ще до прибуття європейців. Проте за таких умов зв'язки повинні були відбуватися на західному тихоокеанському узбережжі Південної Америки, де ніяких генетичних слідів полінезійців у сучасних індіанців або давніх палеоіндіанців не виявлено. Ботокуди жили лише на східному атлантичному узбережжі Бразилії.

- Найбільш імовірний випадок: жінки-рабині з Мадагаскару втекли від бразильських рабовласників і знайшли притулок серед ботокудів або були викрадені індіанцями, створивши умови для інтрогресії їхніх мтДНК в ДНК індіанського населення. Спроба викрадення жінки-рабині ботокудами, які організували повстання, є центральною темою опери «Ґуарані[en]» (1870 рік), бразильського композитора Карлуса Гомеса. У першій половині XIX століття 120 000 рабів із Мадагаскару були привезені португальськими работоргівцями до Бразилії. Ботокуди працювали на бразильських плантаціях разом з африканськими рабами[5][6].

- Є також імовірність, що ці 2 черепи, що потрапили до музейної колекції в 1890 році, належали справжнім полінезійцям або малагасійським рабам, а їхня належність до ботокудів вказана помилково, оскільки в них не знайдені гени американських індіанців[5][3].

Генетики у 2015 виявили, що плем'я суруї в Мату-Гросу (Бразилія), що належить до мовної родини тупі, близької до ботокудів, зберегли невелику кількість домішок генів індонезійських народів, також як і алеути Аляски. Згідно з цими дослідженнями є ймовірність, що австронезійські гаплогрупи могли потрапити в Америку з палеоалеутами, які прибули на Аляску (Алеутські острови) зі Східної Азії не раніше 9000 років тому. Утім і тут дослідники не виключають того, що приплив індонезійських послідовностей ДНК стався вже під час європейської колонізації.

## Звичаї

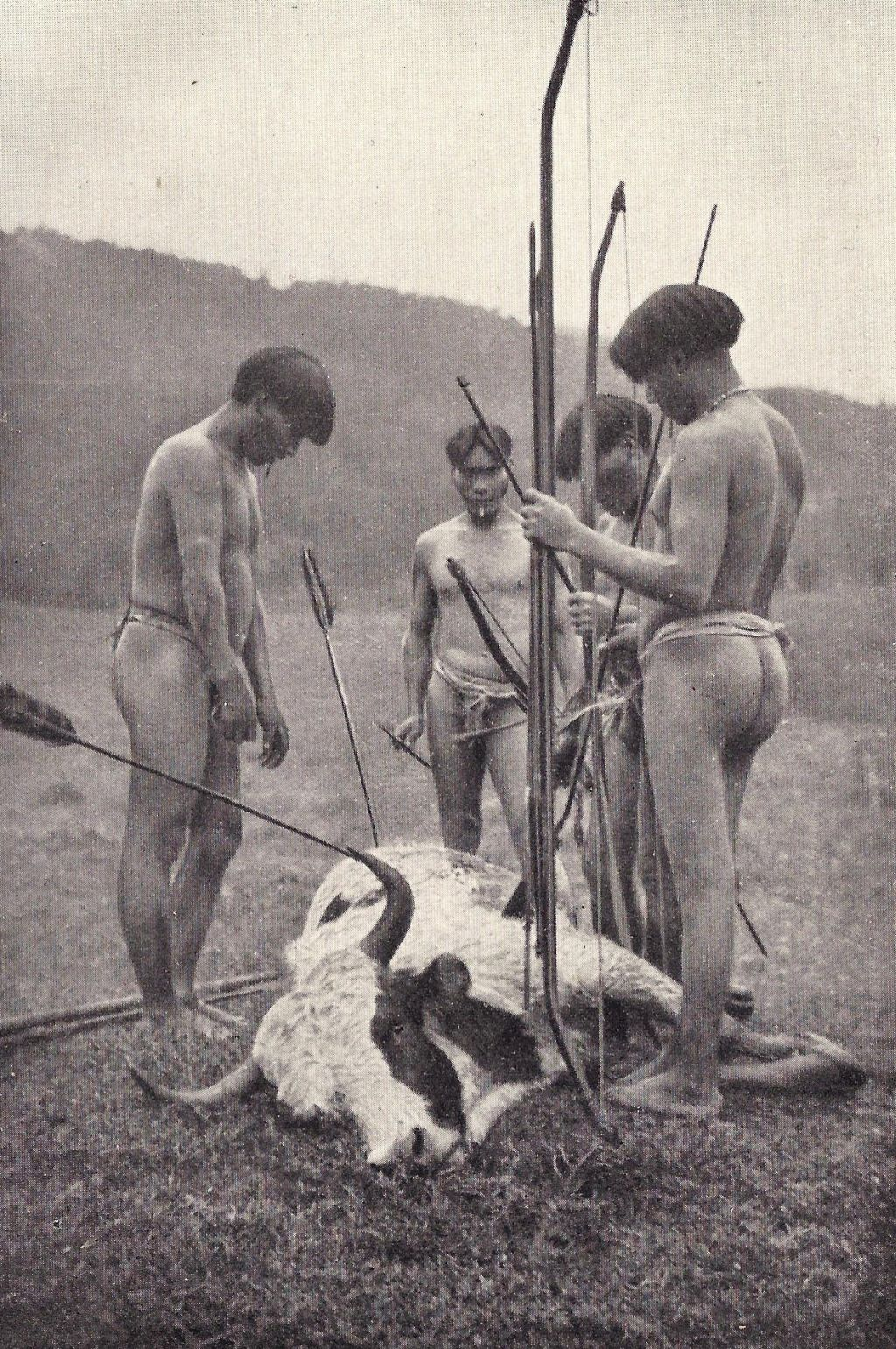
Мисливці-ботокуди, які вбили корову (1928 рік)

Ботокуди були кочовиками: займалися полюванням і збиранням, не мали майже ніякого одягу. Їхня їжа складалася з того, що вони зберуть у лісі. Увесь їхній посуд, а також знаряддя, були виготовлені з дерева. Єдиною зброєю були списи з гострих гілок і луки зі стрілами. Жили вони в примітивних хатинах з листя та луб'яних волокон, висота яких рідко досягала 1,5 м.
Єдиним музичним інструментом була бамбукова носова флейта. У своїй вірі вони приписували все добро Сонцю, а все зло — Місяцю. На могилах покійних палили вогонь протягом декількох днів, щоб відігнати злих духів, а під час бурі та затемнення стріляли в небо з луків із тією ж метою.
Найбільш помітною ознакою ботокудів була їхня tembeitera — дерев'яна прикраса у вигляді пробки або диска, яка закріплювалася в нижній губі або в мочці вуха. Ці прикраси виготовлялися з дуже легкої деревини рослини Chorisia ventricosa, яку самі ботокуди називали embur, звідки може походити інша назва племені — аімборе (Огюстен Сент-Ілер, 1830 р.). До початку XX століття прикрасу в нижній губі мали майже виключно жінки, але раніше вони були поширені й серед чоловіків. Операція з підготовки губи починалася у віці 8 років, коли робиться початковий отвір за допомогою гострого заточеного твердого стрижня й потім поступово розширюється шляхом того, що в отвір вставляються все більші диски або кільця, іноді до 10 см у діаметрі. Попри легкість деревини, прикраси відтягують вниз губу, яка спочатку виступає горизонтально, а зрештою стає просто складкою шкіри навколо дерев'яної прикраси. Плем'я закріплювало прикраси й у вухах, іноді такого розміру, що мочки вух відтягалися до плечей. Зараз ботокуди використовують європейський одяг, не одягають подібні прикраси та займаються сільським господарством, хоча намагаються відтворити й зберегти свої давні ритуали й традиції.

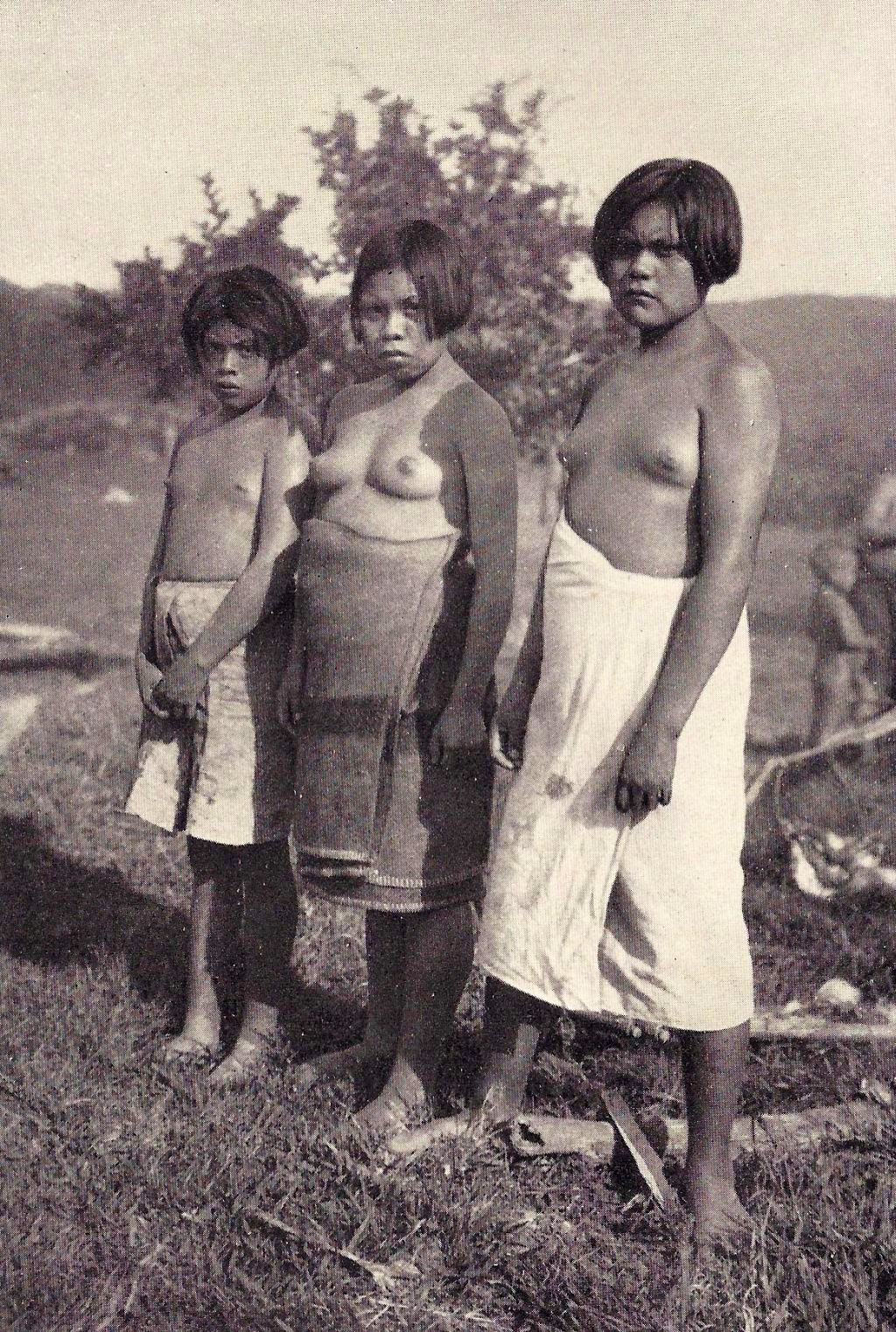
Дівчата ботокудів (1928 рік)

Подібні прикраси були поширені в Південній і Центральній Америці аж до Гондурасу; їх згадував Христофор Колумб у звіті про свою останню четверту поїздку (1502 р.).

## Мова
За наявними на сьогоднішній момент даними про мову ботокудів, у ній відсутні числівники величиною більше одиниці (у мові ботокудів є всього два числівники: «1» і «багато»).